# سوق السبت اولاد النمه
سوق السبت اولاد النمه (به فرانسوی: Souk Sebt Oulad Nemma) یک شهرک در مراکش است که در استان فقیه بن صالح واقع شده‌است. سوق السبت اولاد النمه ۶۰٬۰۷۶ نفر جمعیت دارد.